# Alfonso Araujo Belloso
Alfonso Araujo Belloso (Maracaibo, 30 de octubre de 1909-ib., 18 de mayo de 1995) fue un médico urólogo y político venezolano. 

## Biografía
Se graduó en la facultad de Medicina de la Universidad Libre de Bruselas. Araujo, quien fue uno de los fundadores de la sección zuliana de la Cruz Roja de Venezuela, fue uno de los primeros en efectuar transfusiones de sangre a principios de los años 1930, en respuesta a la gran mortalidad entre los pacientes quirúrgicos. Fue ministro de Sanidad entre 1967 y 1968 en sustitución de Domingo Guzmán Lander quien había ganado un puesto en el Congreso venezolano por su estado durante el gobierno de Raúl Leoni. 